# Saint-Léger (Charente-Maritime)
Pour les articles homonymes, voir Église Saint-Léger.
Saint-Léger est une commune du sud-ouest de la France, située dans le département de la Charente-Maritime (région Nouvelle-Aquitaine).
Ses habitants sont appelés les Saint-Légerois et les Saint-Légeroises.
Saint-Léger, dénommée également Saint-Léger-en-Pons, est devenue une commune résidentielle, située à six kilomètres au nord de Pons et à 14 kilomètres au sud de Saintes. C'est également une commune très boisée, renfermant la majeure partie de la forêt de Pons.

## Géographie
La commune de Saint-Léger se situe dans le centre du département de la Charente-Maritime, en région Nouvelle-Aquitaine, dans l'ancienne province de Saintonge. Appartenant au midi de la France — on parle plus précisément de « midi atlantique », au cœur de l'arc atlantique, elle peut être rattachée à deux grands ensembles géographiques, le Grand Ouest français et le Grand Sud-Ouest français.

### Communes limitrophes
|                 | Colombiers  | Montils                 |
| Villars-en-Pons | Saint-Léger | Saint-Seurin-de-Palenne |
| Jazennes        | Pons        | Bougneau                |

### Végétation
La commune de Saint-Léger renferme la majeure partie de la forêt de Pons, située à 6 km au nord de Pons. Cette forêt de feuillus, qui est une vaste chênaie d'une centaine d'hectares, est traversée du nord au sud par l'autoroute A10 depuis 1981. Une importante aire de service sur l'autoroute a été aménagée au cœur de la forêt de Pons.

### Hydrographie
À l'ouest, la commune est bordée par le pittoresque vallon de la Soute, qui borde la forêt de Pons et qui la sépare de la commune voisine de Villars-en-Pons.

## Urbanisme

### Typologie
Au 1er janvier 2024, Saint-Léger est catégorisée commune rurale à habitat dispersé, selon la nouvelle grille communale de densité à 7 niveaux définie par l'Insee en 2022.
Elle est située hors unité urbaine. Par ailleurs la commune fait partie de l'aire d'attraction de Saintes, dont elle est une commune de la couronne,. Cette aire, qui regroupe 62 communes, est catégorisée dans les aires de 50 000 à moins de 200 000 habitants,.

### Occupation des sols
L'occupation des sols de la commune, telle qu'elle ressort de la base de données européenne d’occupation biophysique des sols Corine Land Cover (CLC), est marquée par l'importance des territoires agricoles (77,8 % en 2018), en augmentation par rapport à 1990 (75,5 %). La répartition détaillée en 2018 est la suivante : 
terres arables (39,8 %), forêts (19 %), zones agricoles hétérogènes (17,7 %), prairies (12,4 %), cultures permanentes (7,9 %), zones industrielles ou commerciales et réseaux de communication (3,2 %). L'évolution de l’occupation des sols de la commune et de ses infrastructures peut être observée sur les différentes représentations cartographiques du territoire : la carte de Cassini (XVIIIe siècle), la carte d'état-major (1820-1866) et les cartes ou photos aériennes de l'IGN pour la période actuelle (1950 à aujourd'hui).

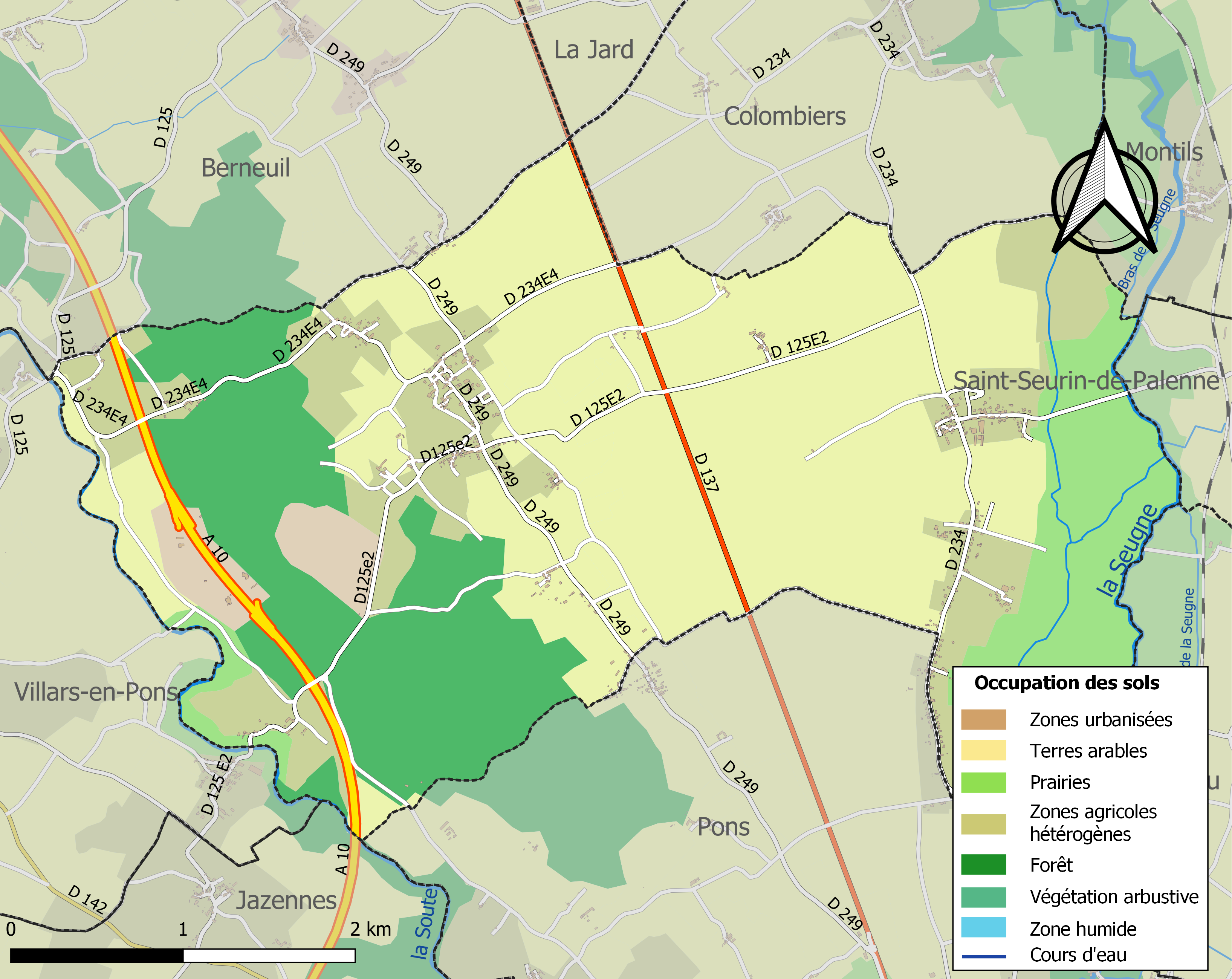
Carte des infrastructures et de l'occupation des sols de la commune en 2018 (CLC).

### Risques majeurs
Le territoire de la commune de Saint-Léger est vulnérable à différents aléas naturels : météorologiques (tempête, orage, neige, grand froid, canicule ou sécheresse), inondations, mouvements de terrains et séisme (sismicité faible). Il est également exposé à un risque technologique,  le transport de matières dangereuses. Un site publié par le BRGM permet d'évaluer simplement et rapidement les risques d'un bien localisé soit par son adresse soit par le numéro de sa parcelle.

#### Risques naturels
Certaines parties du territoire communal sont susceptibles d’être affectées par le risque d’inondation par débordement de cours d'eau, notamment la Seugne et la Soute. La commune a été reconnue en état de catastrophe naturelle au titre des dommages causés par les inondations et coulées de boue survenues en 1982, 1993, 1999 et 2010,.

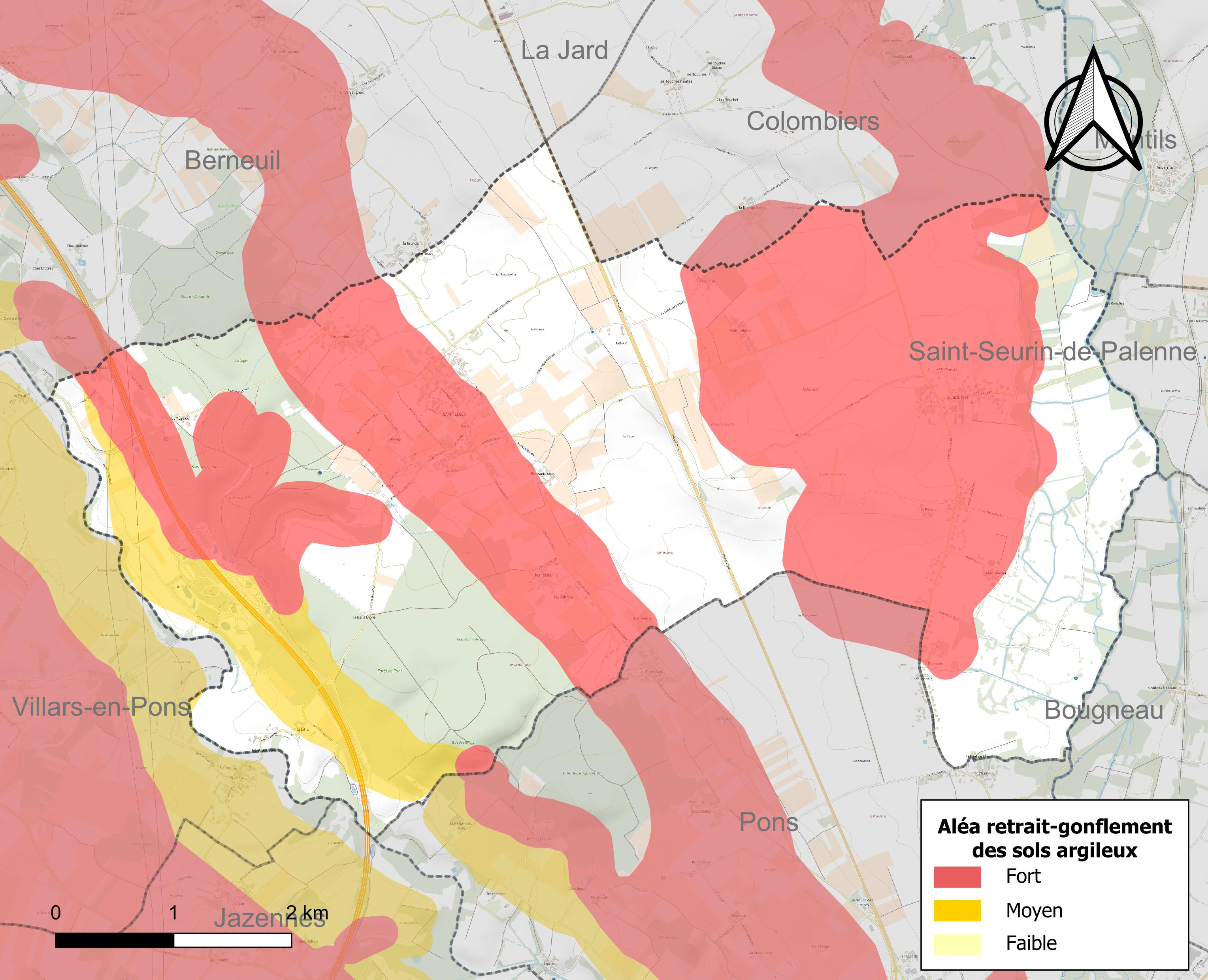
Carte des zones d'aléa retrait-gonflement des sols argileux de Saint-Léger.

Les mouvements de terrains susceptibles de se produire sur la commune sont des affaissements et effondrements liés aux cavités souterraines (hors mines) et des tassements différentiels. Par ailleurs, afin de mieux appréhender le risque d’affaissement de terrain, l'inventaire national des cavités souterraines permet de localiser celles situées sur la commune.
Le retrait-gonflement des sols argileux est susceptible d'engendrer des dommages importants aux bâtiments en cas d’alternance de périodes de sécheresse et de pluie. 52,6 % de la superficie communale est en aléa moyen ou fort (54,2 % au niveau départemental et 48,5 % au niveau national). Sur les 303 bâtiments dénombrés sur la commune en 2019,  260 sont en aléa moyen ou fort, soit 86 %, à comparer aux 57 % au niveau départemental et 54 % au niveau national. Une cartographie de l'exposition du territoire national au retrait gonflement des sols argileux est disponible sur le site du BRGM,.
Par ailleurs, afin de mieux appréhender le risque d’affaissement de terrain, l'inventaire national des cavités souterraines permet de localiser celles situées sur la commune.
Concernant les mouvements de terrains, la commune a été reconnue en état de catastrophe naturelle au titre des dommages causés par la sécheresse en 2003 et par des mouvements de terrain en 1999 et 2010.

#### Risques technologiques
Le risque de transport de matières dangereuses sur la commune est lié à sa traversée par une ou des infrastructures routières ou ferroviaires importantes ou la présence d'une canalisation de transport d'hydrocarbures. Un accident se produisant sur de telles infrastructures est susceptible d’avoir des effets graves sur les biens, les personnes ou l'environnement, selon la nature du matériau transporté. Des dispositions d’urbanisme peuvent être préconisées en conséquence.

## Toponymie
Le nom de la commune provient de Saint Léger, ou Leodegar, évêque d'Autun au VIIe siècle.

## Administration

### Liste des maires
| Période                                  | Période  | Identité           | Étiquette           | Qualité                    |
| ---------------------------------------- | -------- | ------------------ | ------------------- | -------------------------- |
| 2001                                     | 2020     | Michel Geneau      | DVD                 | Retraité Fonction publique |
| 2020                                     | En cours | David Defoulounoux | se (sans étiquette) | fonctionnaire              |
| Les données manquantes sont à compléter. |          |                    |                     |                            |

### Région
À la suite de la mise en application de la réforme administrative de 2014 ramenant le nombre de régions de France métropolitaine de 22 à 13, la commune appartient depuis le 1er janvier 2016 à la région Nouvelle-Aquitaine, dont la capitale est Bordeaux. De 1972 au 31 décembre 2015, elle a appartenu à la région Poitou-Charentes, dont le chef-lieu était Poitiers.

### Canton
Cette commune fait partie du canton de Pons et appartient à l'arrondissement de Saintes depuis l'année 1800 lors du découpage administratif sous le Consulat.

### Intercommunalité
- La commune fait partie de la communauté de communes de la Région de Pons dont le siège administratif est fixé à Pons.
- La commune adhère au Pays de Haute-Saintonge dont le siège administratif est situé à Jonzac.

## Démographie
Comme l'indique le tableau démographique ci-dessous, la commune de Saint-Léger enregistre une croissance démographique régulière depuis le recensement de 1975.

### Tableaux de l'évolution démographique
L'évolution du nombre d'habitants est connue à travers les recensements de la population effectués dans la commune depuis 1793. Pour les communes de moins de 10 000 habitants, une enquête de recensement portant sur toute la population est réalisée tous les cinq ans, les populations de référence des années intermédiaires étant quant à elles estimées par interpolation ou extrapolation. Pour la commune, le premier recensement exhaustif entrant dans le cadre du nouveau dispositif a été réalisé en 2004.

En 2022, la commune comptait 672 habitants, en évolution de +7,01 % par rapport à 2016 (Charente-Maritime : +4,04 %, France hors Mayotte : +2,11 %).
| 1793 | 1800 | 1806 | 1821 | 1831 | 1836 | 1841 | 1846 | 1851 |
| ---- | ---- | ---- | ---- | ---- | ---- | ---- | ---- | ---- |
| 767  | 845  | 765  | 656  | 758  | 696  | 716  | 727  | 747  |

| 1856 | 1861 | 1866 | 1872 | 1876 | 1881 | 1886 | 1891 | 1896 |
| ---- | ---- | ---- | ---- | ---- | ---- | ---- | ---- | ---- |
| 767  | 762  | 732  | 684  | 679  | 649  | 616  | 589  | 585  |

| 1901 | 1906 | 1911 | 1921 | 1926 | 1931 | 1936 | 1946 | 1954 |
| ---- | ---- | ---- | ---- | ---- | ---- | ---- | ---- | ---- |
| 553  | 549  | 528  | 493  | 508  | 459  | 446  | 431  | 426  |

| 1962 | 1968 | 1975 | 1982 | 1990 | 1999 | 2004 | 2006 | 2009 |
| ---- | ---- | ---- | ---- | ---- | ---- | ---- | ---- | ---- |
| 402  | 402  | 375  | 402  | 461  | 465  | 514  | 551  | 580  |

| 2014 | 2019 | 2022 | - | - | - | - | - | - |
| ---- | ---- | ---- | - | - | - | - | - | - |
| 613  | 645  | 672  | - | - | - | - | - | - |

### Saint-Léger-en-Pons: une commune résidentielle en plein essor
En l'intervalle d'une trentaine d'années et, ce, grâce aussi à la desserte de l'autoroute A10, Saint-Léger est devenue une commune résidentielle, enregistrant une croissance démographique de près de la moitié de sa population entre 1975 et 2006 (+ 46,9 %).
En effet, elle bénéficie à la fois de la présence rapprochée de Pons dont elle n'est distante que de 6 km et de la proximité relative de Saintes qui est située à 14 km au nord.
Cette situation privilégiée l'a progressivement transformée  en commune résidentielle très recherchée, elle se situe à la limite de la deuxième et de la troisième couronne suburbaine de la zone d'influence de Saintes. Elle devrait normalement faire partie de l'aire urbaine de Saintes dans la nouvelle délimitation de l'INSEE.

## Lieux et monuments
- Ancien château.
- Puits couvert.
- L'église romane de Saint-Léger.
- Croix de chemin.
- Grotte de Roche-Madame.

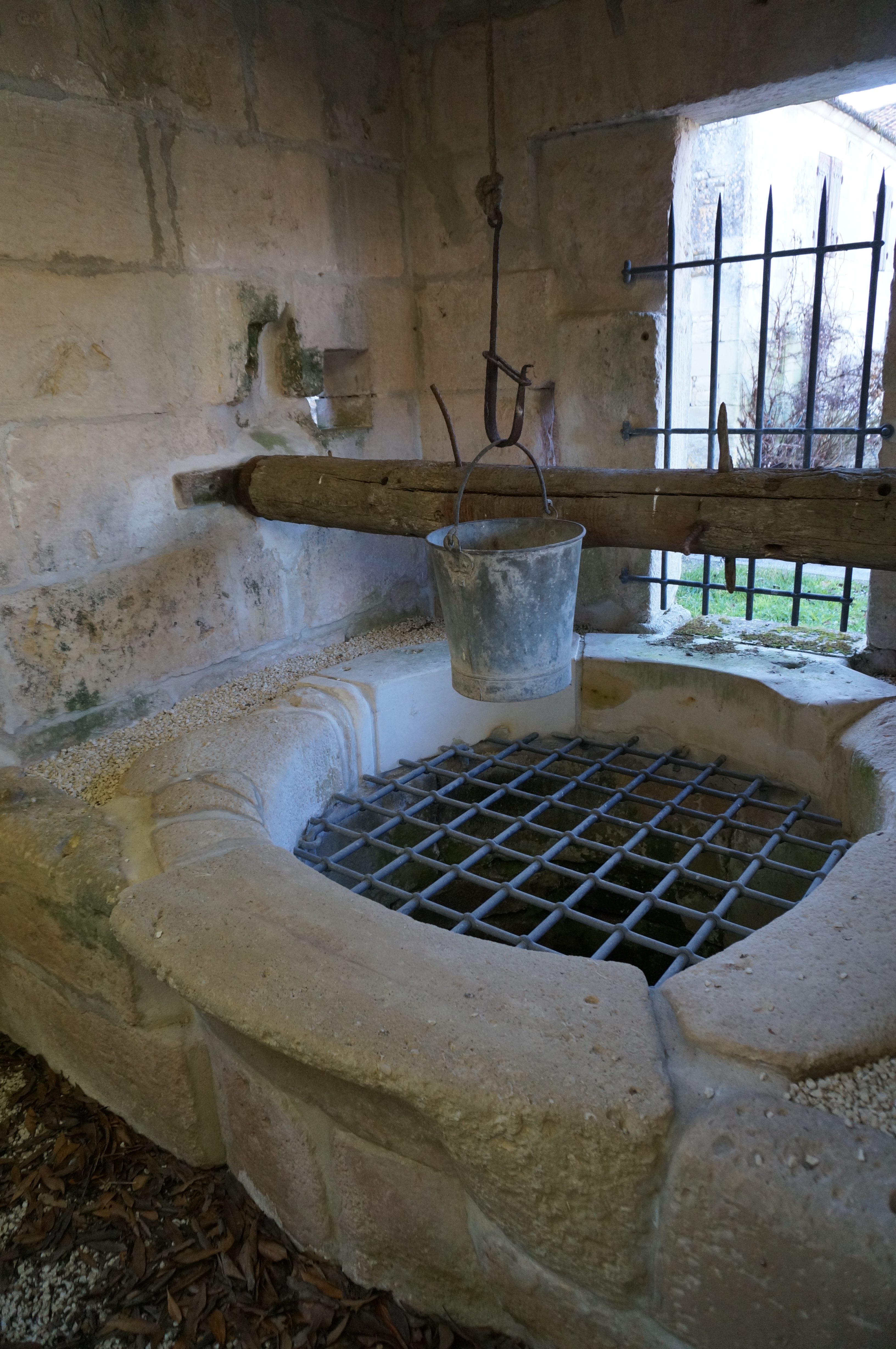
Puits.
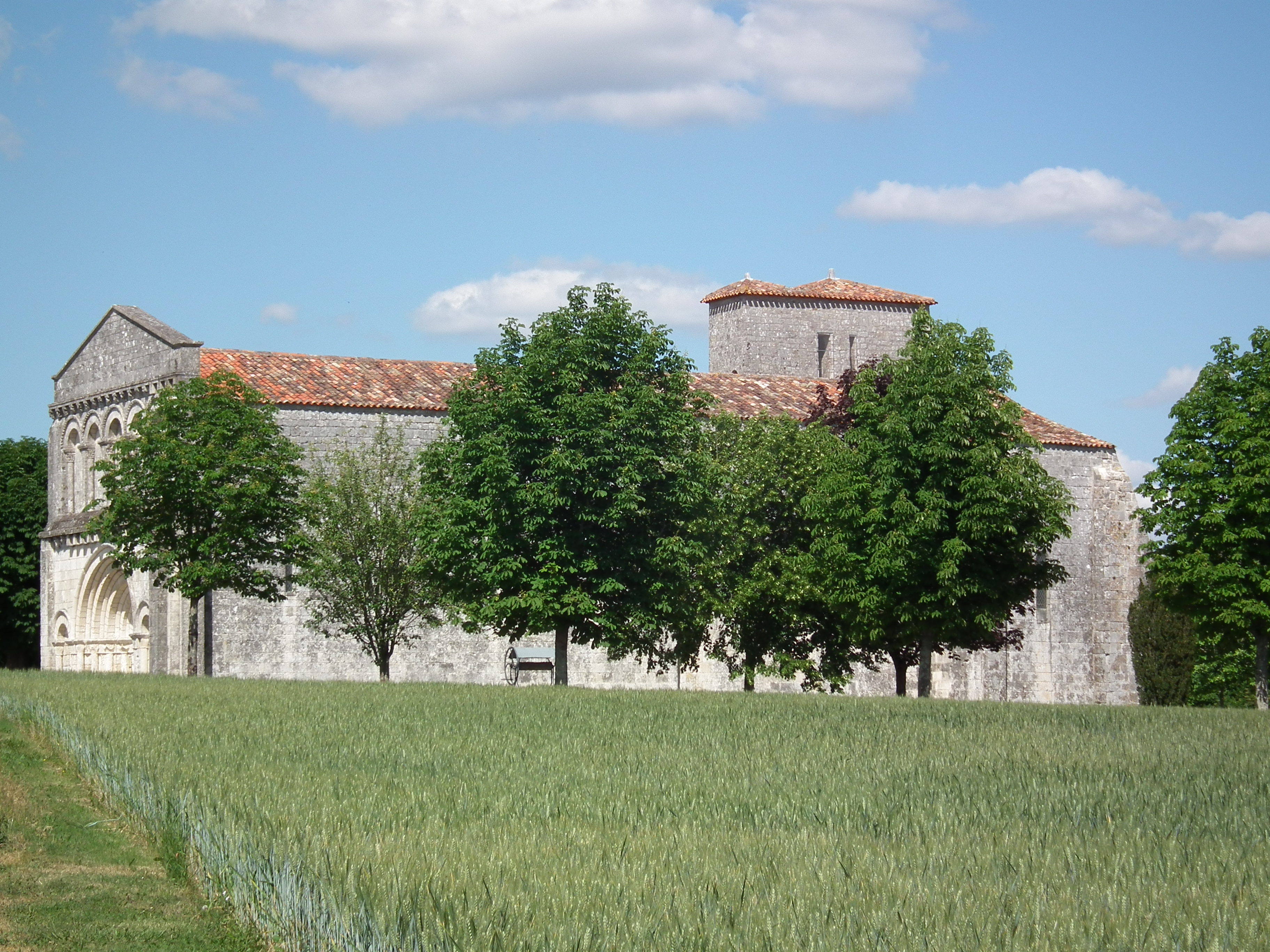
L'église.
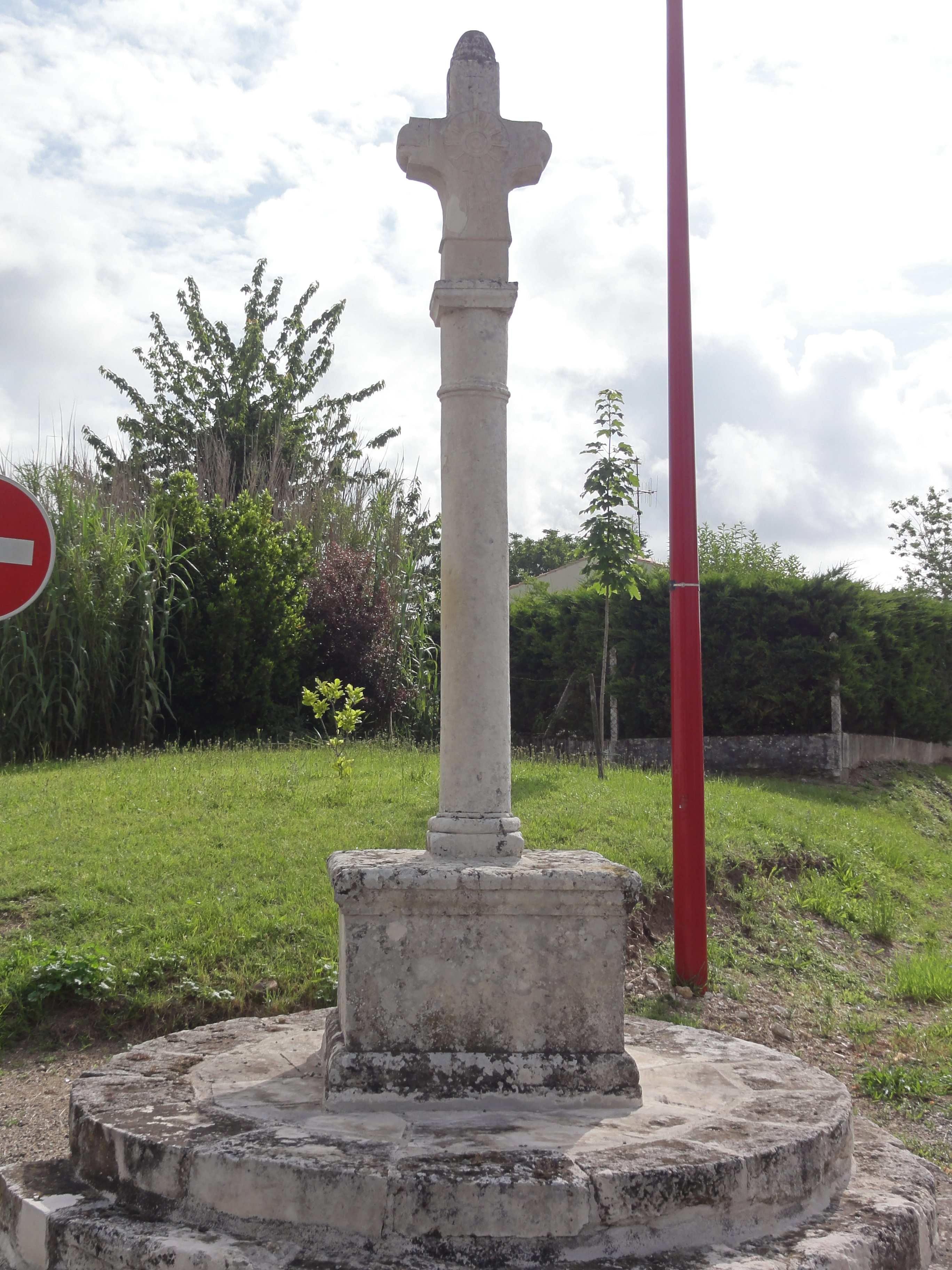
Croix de chemin.
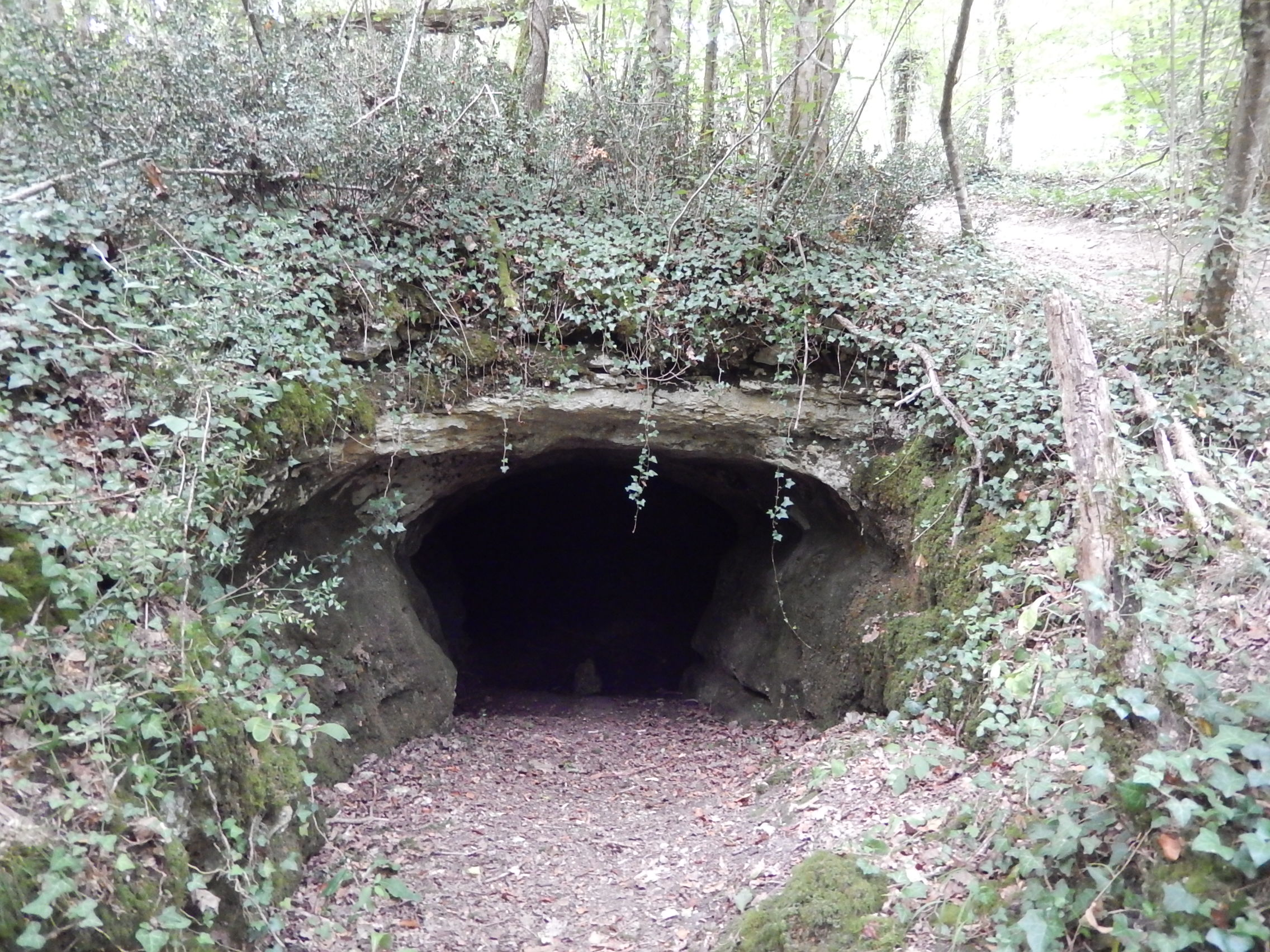
L'entrée de la grotte.

## Personnalités liées à la commune
- Guillaume Richard, né dans cette commune vers 1640, tué lors de la bataille de la Coulée Grou.

## Héraldique
| Blason à dessiner | Blason  | D'azur à la coquille d'or; au chef cousu de gueules, chargé d'un sanglier d'or à dextre et d'un gland feuillé du même à senestre. |
| Blason à dessiner | Détails | Le statut officiel du blason reste à déterminer.                                                                                  |